# 石珠
石珠（せきじゅ）は、中国の通俗小説である『後三国石珠演義』の主人公。女性でありながらも「五花」という虎に似た獣に乗っている。この手の戦記小説にしては異例のことであるが、女性にして主人公をつとめている。養子に、石勒がいる。
もとは天上界の仙女であったが、罪を犯して人間界へ転生させられる。物語においては、落雷により割れた石壁の中から誕生した。彼女の姓「石」は石壁から生まれたことに由来している。
道術を修めた後は西晋を倒すべく挙兵する。その際、神霄子（劉弘祖の幼名）なる人物を補佐するように命じられていたが、周囲の薦めを断りきれず、一度は女性ながらも趙の王に推戴される。最終的には、劉弘祖に位を譲って隠遁する。後趙を建国した石勒の養母という設定となっている。